# Patrick Lesueur
Pour les articles homonymes, voir Lesueur.
Patrick Lesueur, né le 18 janvier 1952, est un illustrateur, un dessinateur de bande dessinée et un historien de l'automobile français, auteur de nombreux ouvrages sur l'histoire de l'automobile.

## Œuvre

### Bande dessinée
- Bogey, scénario de Claude-Jean Philippe, dessins de Patrick Lesueur, Dargaud, collection Portraits souvenirs, 1984  (ISBN 2-205-02748-4)
- Captain Flynn, scénario de Claude-Jean Philippe, dessins de Patrick Lesueur, Dargaud, collection Portraits souvenirs, 1989  (ISBN 2-205-03423-5)
- Les Correspondances de Pierre Christin, scénario de Pierre Christin, Dargaud
  1. Les belles Cubaines, dessins de Patrick Lesueur, 1997  (ISBN 2-205-04536-9)
- Douglas Dunkerk, scénario de Jean-Paul Midant, dessins de Patrick Lesueur, Dargaud
  1. Sharkville, 1992  (ISBN 2-205-04036-7)
  2. Soulage-moi endors-toi, 1993  (ISBN 2-205-04139-8)
- En attendant le printemps, scénario de Pierre Christin, dessins de Patrick Lesueur, Dargaud, collection Pilote, 1978  (ISBN 2-205-01185-5)
- Reste-t-il du miel pour le thé ?, scénario de Laurence Harlé, dessins de Patrick Lesueur, Dargaud, collection Pilote, 1981  (ISBN 2-205-01860-4)
- Saint Charlot and Mister Charles, scénario de Claude-Jean Philippe, dessins de Patrick Lesueur, Dargaud, collection Portraits souvenirs, 1983  (ISBN 2-205-02515-5)
- Une Nuit chez les Marx, scénario de Claude-Jean Philippe, dessins de Patrick Lesueur, Dargaud, collection Portraits souvenirs, 1986  (ISBN 2-205-02835-9)
- Paris sera toujours Paris (?), scénario de Pierre Christin, dessins de Jean Vern, François Boucq, Jacques Tardi, Jean-Pierre Gibrat, Jean-Claude Mézières, Annie Goetzinger, Collilieux, Chantal Montellier, Carlos Giménez, Max Cabanes, Al Coutelis, Daniel Billon, Jean-Pierre Andrevon, Enki Bilal, Pierre  Wininger, Kelek, Patrick Lesueur, Jean-Claude Claeys et Picotto, Dargaud, collection Pilote, 1981  (ISBN 2-205-01914-7)

### Autres ouvrages
Ouvrages dédiés à l'automobile :
- Enzo Ferrari. L'Homme aux voitures rouges avec Dominique Pascal  (ISBN 2-7268-8257-9)
- La 4 CV de mon père  (ISBN 2-7268-8274-9)
- La Ford Vedette de mon père  (ISBN 2-7268-8345-1)
- La Renault Dauphine de mon père  (ISBN 2-7268-8344-3)
- La Coccinelle de mon père  (ISBN 2-7268-8192-0)
- La Renault Juvaquatre de mon père  (ISBN 2-7268-8431-8)
- Patrick Lesueur, Le VW Combi : de mon père, ETAI, mai 2018 (1re éd. 1999), 120 p. (ISBN 979-1028302870)
- La Peugeot 402-202 de mon père  (ISBN 2-7268-8430-X)
- L'automobile de A à Z avec David Lamboley, Dominique Pascal et Jean-Pierre Dauliac  (ISBN 2-84102-067-3)
- La Ford T & A de mon père  (ISBN 2-7268-8568-3)
- Cadillac de 1902 à nos jours  (ISBN 978-2-72688-600-7)
- La Renault Floride et Caravelle de mon père  (ISBN 2-7268-9347-3)
- Voitures allemandes, collectif  (ISBN 2-84634-431-0)
- Au cœur des voitures italiennes avec Jean-Pierre Dauliac, Marie-Claire Lauvray et Christian Longueville  (ISBN 2-84634-439-6)
- Voitures années 50 de collection  (ISBN 978-2-01330-469-6)
- Salon de l'automobile avec Dominique Pascal  (ISBN 2-01330-466-8)
- Voitures années 60 de collection  (ISBN 978-2-01330-470-2)
- Au cœur des belles américaines avec Marc-Antoine Colin, Jean-Pierre Dauliac et Jean-François Krause  (ISBN 2-01330-468-4)
- Au cœur des voitures 4x4  (ISBN 2-01330-476-5)
- Citroën  (ISBN 2-01330-467-6)
- Automobiles de la République - Le Temps du sur mesure  (ISBN 978-2-72689-459-0)
- Voitures de prestige de collection  (ISBN 978-2-85120-663-3)
- Voitures années 70 de collection  (ISBN 978-2-85120-662-6)
- Toutes les voitures françaises de A à Z  (ISBN 978-2-85120-675-6)
- Voitures années 30 de collection avec Marc-Antoine Colin, Jean-Pierre Dauliac et Marie-Claire Lauvray  (ISBN 978-2-85120-678-7)
- Voitures de sport de collection  (ISBN 978-2-85120-693-0)
- Voitures breaks et utilitaires légers de collection  (ISBN 978-2-85120-697-8)
- Voitures années 40 de collectionavec Nicolas Bonnefoix  (ISBN 978-2-85120-695-4)
- Renault - La Collection avec Antoine Pascal et Jean-François Krause  (ISBN 978-2-85120-702-9)
- 4 CV Renault avec Dominique Pascal  (ISBN 978-2-910434-14-4)
- Fordson Type H, N et E27N - Le Tracteur universel avec Christian Longueville  (ISBN 978-2-72688-954-1)
- Voitures italiennes de collection  (ISBN 978-2-85120-739-5)
- Les voitures américaines de collection avec Marc-Antoine Colin, Jean-Pierre Dauliac et Jean-François Krause  (ISBN 978-2-85120-737-1)
- Les Citroën de collection  (ISBN 978-2-85120-738-8)
- Concours d'élégance - Le Rêve automobile  (ISBN 978-2-72689-542-9)
- Renault 4 CV de collection  (ISBN 978-2-85120-101-0)
- Simca, Panhard de collection et autres marques disparues  (ISBN 978-2-85120-107-2)
- Voitures françaises  (ISBN 978-2-85120-112-6)
- Les Voitures allemandes de collection  (ISBN 978-2-85120-116-4)
- Les Ford de collection avec Marc-Antoine Colin, Jean-Pierre Dauliac et Jean-François Krause  (ISBN 978-2-85120-775-3)
- Voitures de luxe de collection  (ISBN 978-2-85120-788-3)
- Voitures coupés de collection  (ISBN 978-2-85120-782-1)
- Voitures de course françaises de collection  (ISBN 978-2-85120-781-4)
- Renault sous l'occupation, 1939-1945  (ISBN 9782726896938)